# Plantago patagonica
El llantén peludo, es una especie de planta herbácea perteneciente a la familia de las plantagináceas. Es nativa a Norteamérica y a zonas del sur de Sudamérica.
Es nativa a la parte sur de Canadá, las zonas del centro y el oeste de Estados Unidos y el norte de México; en Sudamérica crece en la región de la Patagonia; y además en las provincias de Buenos Aires, Córdoba, La Pampa, Santa Fe, San Luis y Mendoza, en Argentina. Crece en distintos tipos de hábitats, desde bosques y praderas hasta desiertos.
Tiene hojas basales, lineares o levemente lanceoladas, de hasta 10 cm de largo. Generalmente tienen varias inflorescencias creciendo hasta unos 18 cm y en la punta del pedúnculo se alojan las flores y las brácteas en una densa espiga cilíndrica o levemente cónica. Toda la superficie de la planta es pubescente, lo que explica su nombre de "peludo".
- Wikimedia Commons alberga una galería multimedia sobre Plantago patagonica.